# Nati nel 1953/Aprile
| Questa pagina contiene informazioni ricavate automaticamente dalle voci biografiche con l'ausilio del template Bio e di un bot. L'aggiornamento è periodico e automatico e ricostruisce completamente la pagina. Se manca una persona in questa lista, sei pregato di non aggiungerla, ma accertati piuttosto che la sua voce biografica contenga il template Bio e che i dati anagrafici siano correttamente compilati. Se il template Bio manca, inseriscilo tu stesso o, in alternativa, metti l'avviso {{tmp\|Bio}} che ne segnala la mancanza. Se i dati riportati sono sbagliati, correggi direttamente la voce biografica; le modifiche saranno visibili in questa lista entro pochi giorni. Per chiarimenti vedi il progetto biografie. La lista contiene solo le 208 persone che sono citate nell'enciclopedia e per le quali è stato implementato correttamente il template Bio. Pagina aggiornata al 2 ago 2025. |

- 1º aprile - Pavol Biroš, calciatore cecoslovacco († 2020)
- 1º aprile - Oliver Ivanović, politico serbo († 2018)
- 1º aprile - George Mihalka, regista canadese
- 1º aprile - Barry Sonnenfeld, regista, direttore della fotografia e produttore cinematografico statunitense
- 1º aprile - Renato Terra, cantante, musicista e produttore discografico brasiliano
- 1º aprile - Alberto Zaccheroni, allenatore di calcio italiano
- 2 aprile - Jim Allister, politico nordirlandese
- 2 aprile - Katharina Bange, ex cestista tedesca
- 2 aprile - Costel Cernat, ex cestista e allenatore di pallacanestro rumeno
- 2 aprile - Robert William Finn, vescovo cattolico statunitense
- 2 aprile - Krzysztof Krauze, regista polacco († 2014)
- 2 aprile - Malika Oufkir, scrittrice marocchina
- 2 aprile - Miquel de Palol i Muntanyola, scrittore e poeta spagnolo
- 3 aprile - Laurie Abrahams, ex calciatore inglese
- 3 aprile - Pieter Aspe, scrittore belga († 2021)
- 3 aprile - Victoria Burgoyne, attrice britannica
- 3 aprile - Damir Polić, ex pallanuotista jugoslavo
- 3 aprile - Slobodan Samardžić, politico serbo
- 3 aprile - Tiziano Sclavi, scrittore e fumettista italiano
- 3 aprile - James Smith, ex pugile statunitense
- 3 aprile - Jinny Steffan, attrice, showgirl e ballerina italiana
- 4 aprile - Laurie Beechman, attrice e cantante statunitense († 1998)
- 4 aprile - Kvitka Cisyk, cantante statunitense († 1998)
- 4 aprile - Luciano Mancini, allenatore di calcio italiano
- 4 aprile - Oleg Orlov, attivista, politico e biologo russo
- 4 aprile - Luigi Vimercati, politico italiano
- 4 aprile - Chen Yi, compositrice e violinista cinese
- 5 aprile - Rossana Boldi, politica italiana
- 5 aprile - Verona Elder, ex velocista britannica
- 5 aprile - Keiko Han, attrice e doppiatrice giapponese
- 5 aprile - Tae Jin-ah, cantante e conduttore radiofonico sudcoreano
- 5 aprile - Riccardo Pangallo, attore e comico italiano
- 5 aprile - Anita Raja, scrittrice, germanista e traduttrice italiana
- 5 aprile - Alì Rashid, politico, giornalista e attivista palestinese († 2025)
- 6 aprile - Marc Berdoll, ex calciatore francese
- 6 aprile - Joe Courtney, politico e avvocato statunitense
- 6 aprile - Pascal Devoyon, pianista francese
- 6 aprile - Patrick Doyle, compositore scozzese
- 6 aprile - Christopher Franke, musicista e compositore tedesco
- 6 aprile - Gianfranco Guerrini, calciatore italiano
- 6 aprile - Andy Hertzfeld, programmatore statunitense
- 6 aprile - Janet Lynn, ex pattinatrice artistica su ghiaccio statunitense
- 6 aprile - Maria Serena Palieri, giornalista e scrittrice italiana († 2023)
- 6 aprile - Josep Maria Servia, pilota di rally spagnolo
- 6 aprile - Margaret Brenda Vertue, vescova anglicana sudafricana
- 6 aprile - Ziyad al-Nakhalah, politico palestinese
- 7 aprile - Stephen Batchelor, scrittore britannico
- 7 aprile - Luigi Florio, politico italiano
- 7 aprile - Andrea Lulli, politico italiano
- 7 aprile - Paola Maiolini, attrice italiana
- 7 aprile - Gian Paolo Patta, politico e sindacalista italiano
- 7 aprile - Brigi Rafini, politico nigerino
- 8 aprile - Dario Braga, chimico italiano
- 8 aprile - Khaled Gasmi, ex calciatore tunisino
- 8 aprile - Pierre Haski, giornalista francese
- 8 aprile - Linda Lee, cantante e ex modella italiana
- 8 aprile - Oscar Ortiz, ex calciatore argentino
- 8 aprile - Ron Wright, politico statunitense († 2021)
- 9 aprile - Luis Araneda, ex calciatore cileno
- 9 aprile - Yvon Bertin, ex ciclista su strada e pistard francese
- 9 aprile - Jochen Danneberg, saltatore con gli sci tedesco
- 9 aprile - Massimo Fanfani, linguista italiano
- 9 aprile - Baruch Halpern, archeologo statunitense
- 9 aprile - Dominique Perrault, architetto e urbanista francese
- 10 aprile - Søren Busk, ex calciatore danese
- 10 aprile - William Dar, politico filippino
- 10 aprile - David Langford, scrittore, editore e critico letterario britannico
- 10 aprile - Shigeyasu Yamauchi, regista e animatore giapponese
- 11 aprile - Ljubov' Burda, ex ginnasta sovietica
- 11 aprile - Almerigo Grilz, politico e giornalista italiano († 1987)
- 11 aprile - Annamaria Mantini, terrorista italiana († 1975)
- 11 aprile - Chrīstos Papoutsīs, politico greco
- 11 aprile - Elvira Possekel, ex velocista tedesca
- 11 aprile - Mike Romano, ex giocatore di baseball e allenatore di baseball statunitense
- 11 aprile - Udo Schenk, attore, doppiatore e conduttore radiofonico tedesco
- 11 aprile - Giancarlo Scottà, politico italiano
- 11 aprile - Claudio Vantini, allenatore di atletica leggera italiano († 2010)
- 11 aprile - Guy Verhofstadt, politico belga
- 11 aprile - Andrew Wiles, matematico britannico
- 11 aprile - Branimir Štulić, cantante jugoslavo
- 12 aprile - Maurizio Ferrini, comico e attore italiano
- 12 aprile - Tanino Liberatore, fumettista, illustratore e disegnatore italiano
- 12 aprile - Fernando Lúpiz, ex schermidore argentino
- 12 aprile - Bernard Tchoullouyan, judoka francese († 2019)
- 12 aprile - Béla Váradi, calciatore ungherese († 2014)
- 13 aprile - Riccardo Azzurri, cantautore italiano
- 13 aprile - Roberto Carrino, cantautore italiano
- 13 aprile - Grant Geissman, chitarrista, produttore discografico e musicista statunitense
- 13 aprile - Dany Laferrière, scrittore e sceneggiatore haitiano
- 13 aprile - Abdoul Mbaye, politico e banchiere senegalese
- 13 aprile - Ahlam Mosteghanemi, scrittrice algerina
- 13 aprile - Marcello Paradiso, presbitero e teologo italiano
- 13 aprile - Randy Piper, chitarrista statunitense
- 13 aprile - Brigitte Macron, first lady francese
- 13 aprile - Harry Waters Jr., attore e cantante statunitense
- 14 aprile - Italo Cocci, politico e sindacalista italiano
- 14 aprile - Francesco Fiori, politico italiano
- 14 aprile - Alenka Rebula Tuta, poetessa, scrittrice e psicologa slovena
- 14 aprile - Gyula Thürmer, politico ungherese
- 14 aprile - Doriano Tosi, dirigente sportivo italiano
- 14 aprile - Eric Tsang, attore, regista e produttore cinematografico cinese
- 15 aprile - Frank Andersen, ex ballerino e direttore artistico danese
- 15 aprile - Bobby April, ex giocatore di football americano e allenatore di football americano statunitense
- 15 aprile - Carlo Crivelli, compositore italiano
- 15 aprile - Steve Daley, ex calciatore inglese
- 15 aprile - Karl Daxbacher, allenatore di calcio e ex calciatore austriaco
- 15 aprile - Fausto Klinger, ex calciatore ecuadoriano
- 15 aprile - Paolo Maruzzo, allenatore di calcio e ex calciatore italiano
- 15 aprile - Edna Neillis, calciatrice scozzese († 2015)
- 16 aprile - Jeremy Burgess, ingegnere australiano
- 16 aprile - April Clough, attrice e cantante statunitense
- 16 aprile - Peter Garrett, cantante, attivista e politico australiano
- 16 aprile - Marilù Prati, attrice italiana
- 16 aprile - Dagoberto Lara, ex calciatore cubano
- 16 aprile - Germano Maccari, brigatista italiano († 2001)
- 16 aprile - Walter Margara, attore italiano
- 16 aprile - Geoffrey Oryema, musicista e cantante ugandese († 2018)
- 16 aprile - Monica Ptacnik, ex cestista austriaca
- 16 aprile - Jay O. Sanders, attore statunitense
- 16 aprile - Marshall R. Teague, attore statunitense
- 17 aprile - Diederik Aerts, fisico belga
- 17 aprile - Pierre Assouline, scrittore, giornalista e blogger francese
- 18 aprile - Giambattista Bufardeci, politico italiano
- 18 aprile - Dominique D'Onofrio, calciatore e allenatore di calcio belga († 2016)
- 18 aprile - Tyrone Everett, pugile statunitense († 1977)
- 18 aprile - Nunzio Favia, batterista italiano
- 18 aprile - Danny Gottlieb, batterista statunitense
- 18 aprile - Bernt Johansson, ex ciclista su strada, pistard e mountain biker svedese
- 18 aprile - Stefano Jurgens, paroliere, autore televisivo e personaggio televisivo italiano
- 18 aprile - Marina Krošina, tennista sovietica († 2000)
- 18 aprile - Walter Martino, batterista italiano
- 18 aprile - Paul Biyoghé Mba, politico gabonese
- 18 aprile - Rick Moranis, attore, comico e musicista canadese
- 19 aprile - Aldo Donadello, ex ciclista su strada italiano
- 19 aprile - Rod Morgenstein, batterista e insegnante statunitense
- 19 aprile - Manuela Peri, ex cestista italiana
- 19 aprile - Sara Simeoni, ex altista italiana
- 20 aprile - Luigi Ceccarelli, compositore italiano
- 20 aprile - Sebastian Faulks, scrittore e giornalista britannico
- 20 aprile - Andrea Lenzi, medico italiano
- 20 aprile - Raad Hammoudi, ex calciatore iracheno
- 20 aprile - James Chance, sassofonista e cantautore statunitense († 2024)
- 20 aprile - Henry Viáfara, ex calciatore colombiano
- 20 aprile - Carrie Mae Weems, artista statunitense
- 21 aprile - Asko Autio, ex fondista finlandese
- 21 aprile - Giuseppina Fasciani, politica e sindacalista italiana
- 21 aprile - István Kovács, calciatore ungherese († 2020)
- 21 aprile - Dave Meyers, cestista statunitense († 2015)
- 21 aprile - Sam Shepherd, ex cestista statunitense
- 22 aprile - Artemis Cooper, scrittrice britannica
- 22 aprile - Oszkár Frey, ex canoista ungherese
- 22 aprile - Renato Giordano, regista teatrale, attore e musicista italiano
- 22 aprile - Rossella Izzo, doppiatrice, direttrice del doppiaggio e dialoghista italiana
- 22 aprile - Simona Izzo, attrice, doppiatrice e direttrice del doppiaggio italiana
- 22 aprile - Alain Oreille, ex pilota di rally francese
- 22 aprile - Nico Roozen, economista olandese
- 22 aprile - Pasquale Sabbatino, critico letterario e saggista italiano
- 23 aprile - Malek Chebel, scrittore, filosofo e antropologo algerino († 2016)
- 23 aprile - Richard Joseph, musicista e compositore britannico († 2007)
- 23 aprile - Vladimiro Landoni, attore italiano
- 23 aprile - James Russo, attore statunitense
- 23 aprile - Fred Upton, politico statunitense
- 24 aprile - Bino, cantante italiano († 2010)
- 24 aprile - Eric Bogosian, attore, drammaturgo e scrittore statunitense
- 24 aprile - Teresa Domingo Segarra, politica spagnola
- 24 aprile - Ely Galleani, attrice italiana
- 24 aprile - Kallie Knoetze, ex pugile e attore sudafricano
- 24 aprile - Bernhard Lehner, montatore, regista e docente svizzero
- 24 aprile - Tim Woodward, attore britannico († 2023)
- 25 aprile - Giorgio Battistelli, compositore italiano
- 25 aprile - Ron Clements, regista, animatore e sceneggiatore statunitense
- 25 aprile - Vesna Pusić, politica croata
- 26 aprile - Brian Binnie, aviatore e astronauta statunitense († 2022)
- 26 aprile - Roberto Canestrari, ex calciatore italiano
- 26 aprile - Arved Fuchs, esploratore tedesco
- 26 aprile - Mauro Gibellini, ex calciatore e dirigente sportivo italiano
- 26 aprile - Nancy Lenehan, attrice statunitense
- 26 aprile - Ali Muhammad Mujawar, politico yemenita
- 26 aprile - Dario Piana, sceneggiatore e regista italiano
- 26 aprile - Vjeran Simunić, allenatore di calcio e ex calciatore croato
- 27 aprile - Ellen Baker, ex astronauta e medico statunitense
- 27 aprile - Arielle Dombasle, attrice, regista e cantante statunitense
- 27 aprile - Ridha El Louze, ex calciatore tunisino
- 27 aprile - Roberto Gavazzi, imprenditore italiano
- 27 aprile - Pat Hennen, pilota motociclistico statunitense († 2024)
- 27 aprile - Bertrand Marchand, calciatore e allenatore di calcio francese († 2023)
- 27 aprile - Bruce Robertson, ex nuotatore canadese
- 28 aprile - Roberto Bolaño, scrittore, poeta e saggista cileno († 2003)
- 28 aprile - Peter Care, regista inglese
- 28 aprile - Kim Gordon, musicista, compositrice e artista statunitense
- 28 aprile - Brian Greenhoff, calciatore inglese († 2013)
- 28 aprile - Maurizio Solieri, chitarrista italiano
- 29 aprile - Mike Adenuga, imprenditore nigeriano
- 29 aprile - Aloysius Atuegbu, calciatore nigeriano († 2008)
- 29 aprile - Nikolaj Michajlovič Budarin, cosmonauta russo
- 29 aprile - Fabrizio Desideri, filosofo italiano
- 29 aprile - Bill Drummond, musicista, artista e scrittore scozzese
- 29 aprile - Tommaso Ginoble, politico italiano
- 29 aprile - Jan Andrzej Paweł Kaczmarek, compositore polacco († 2024)
- 29 aprile - Marvano, fumettista belga
- 29 aprile - Irina Pozdnjakova, ex nuotatrice sovietica
- 29 aprile - Helge Skuseth, ex calciatore norvegese
- 29 aprile - Mauro Spina, batterista, compositore e arrangiatore italiano
- 30 aprile - Fabrizio Carloni, giornalista e storico italiano
- 30 aprile - Beat Kaufmann, dirigente sportivo e ex hockeista su ghiaccio svizzero
- 30 aprile - Tibor Klampár, ex tennistavolista ungherese
- 30 aprile - Robert Kreiss, ex tennista statunitense
- 30 aprile - Luc Leman, ex ciclista su strada belga